# RhB řada ABe 4/4 III
Elektrický vůz řady ABe 4/4III je elektrický vůz, vyrobený společnostmi Schindler Waggon AG a Asea Brown Boweri pro Rhétskou dráhu (RhB) ve Švýcarsku v letech 1988 a 1990. Celkem bylo vyrobeno 6 kusů. Vozy byly od dodání provozovány na Berninské dráze, spojující Svatý Mořic s italským Tiranem a elektrifikované stejnosměrnou napájecí soustavou 1 000 V. Roku 2023 byl ukončen jejich pravidelný provoz a vozy byly nahrazeny jednotkami Allegra (řada ABe 8/12).

## Stručný popis

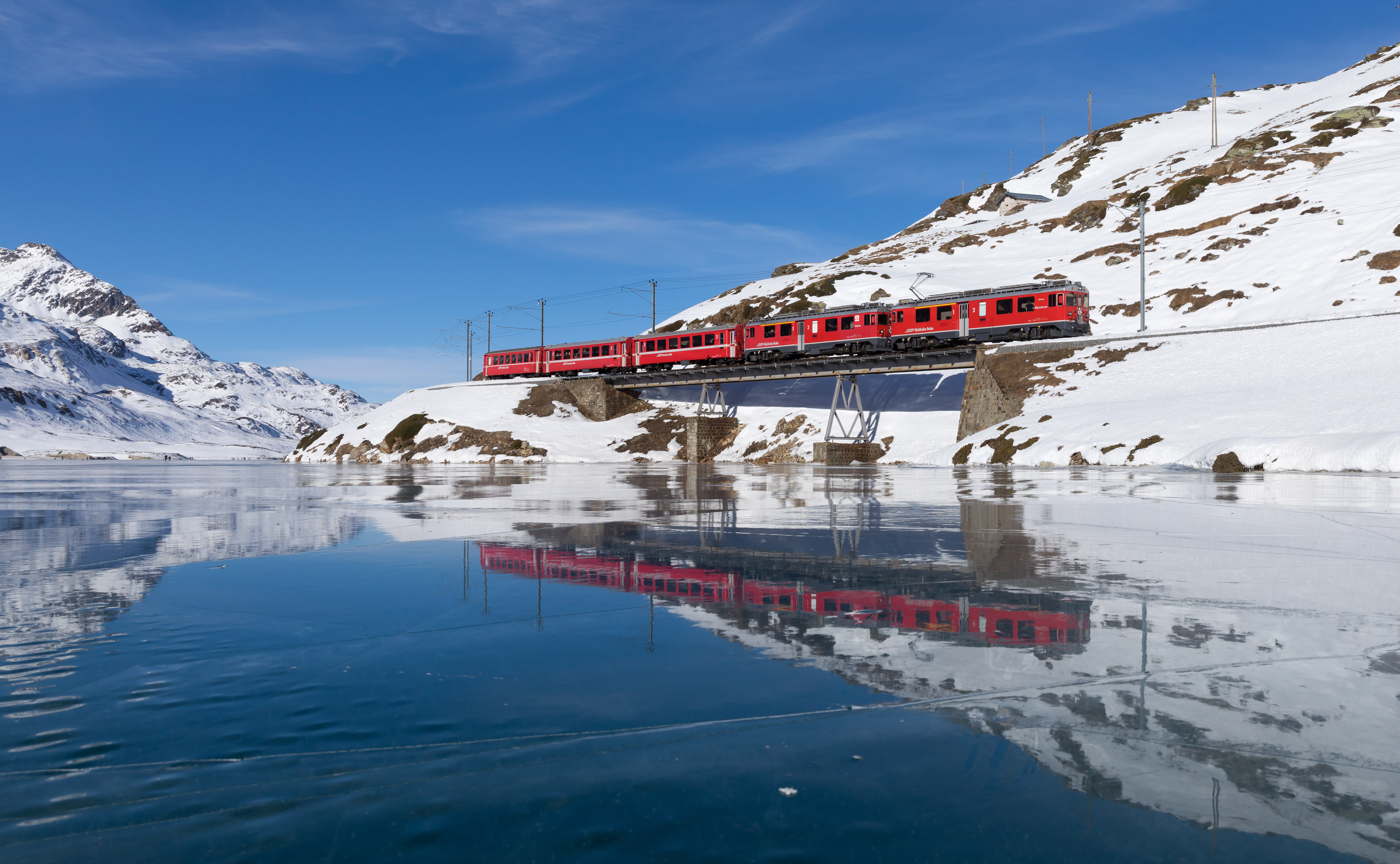
Dvojice vozů ABe 4/4^{III} u Lago Bianco na trati Bernina

Elektrické vozy řady ABe 4/4III vyrobily společnosti SWA (Schindler Waggon AG, mechanická část) a ABB (Asea Brown Boweri, elektrická část) ve dvou sériích po třech kusech. Byly objednány v polovině 80. let pro doplnění vozového parku na Berninské dráze, kde postupně rostl počet přepravených cestujících a s nimi i hmotnost vlaků. V době výroby byly prvními hnacími vozidly Rhétské dráhy s třífázovými asynchronními trakčními motory. Šlo zároveň o jedny z prvních stejnosměrných hnacích vozidel na světě s regulací výkonu pomocí GTO tyristorů.
Nejvyšší dovolená hmotnost vlaku na trati Bernina, dopravovaného tímto vozem, je 90, resp. 95 tun, pokud jsou ve vlaku zařazena pouze čtyřnápravová vozidla. Vozy mají 12 míst v první třídě a 16 míst ve druhé třídě. Díky vícenásobnému ovládání mohou jezdit spojené ve dvojicích, a to nejen mezi sebou, ale také se staršími vozy ABe 4/4II 41-49 a lokomotivami Gem 4/4. Dvojitá trakce dvou vozů ABe 4/4III měla tak teoreticky výkonovou rezervu pro přepravu dalších 50 tun, protože na Berninské trati nesmí být překročena maximální hmotnost taženého vlaku 140 tun.
Od roku 2011 byly tyto vozy na trati Bernina doplněny novými třídílnými jednotkami Allegra (řada ABe 8/12), které převzaly většinu výkonů, včetně dopravy prestižního Bernina Expressu. Zároveň byly díky jejich dodávkám definitivně vyřazeny staré vozy řady ABe 4/4II.
Vozy byly na konci roku 2023 vyřazeny z pravidelného provozu, protože již nesplňují předpisy pro přepravu osob s omezenou pohyblivostí a nejsou vybaveny novým zabezpečovacím systémem ZSI 127, instalovaným na tratích RhB. Všechny spoje převzaly jednotky Allegra. Zatímco vozy čísel 51, 52 a 55 byly vyřazeny, číslo 54 má zůstat zachován jako vozidlo pro služební jízdy, číslo 56 jako provozuschopné historické vozidlo a číslo 53 jako exponát v železničním muzeu Albula ve stanici Bergün/Bravuogn.

## Seznam vozů ABe 4/4III
| Inventární číslo | Jméno      | Znak | Dodán | Poznámka |
| ---------------- | ---------- | ---- | ----- | --- |
| 51               | Poschiavo  |      | 1988  | sešrotován 21. srpna 2024                                                                                              |
| 52               | Brusio     |      | 1988  | sešrotován 11. června 2024                                                                                             |
| 53               | Tirano     |      | 1988  | od 4. července 2024 vystaven v železničním muzeu Albula                                                                |
| 54               | Hakone     |      | 1990  | pojmenován na počest partnerské japonské železniční společnosti RhB, Hakone Tozan Tetsudō, určen jako služební vozidlo |
| 55               | Diavolezza |      | 1990  | sešrotován 14. prosince 2023                                                                                           |
| 56               | Corviglia  |      | 1990  | určen pro muzejní zachování                                                                                            |